# سیلندریت
سیلندریت  (به انگلیسی: Cylindrite) با فرمول شیمیایی Pb3Sn4Sb2S14 از مجموعه کانی هاست و کمی محلول در اسید کلریدریک گرم و اسید نیتریک-باآب تمیز می‌شود. از کلمه یونانی Kulindros مشتق شده‌است. کمی محلول در اسید کلریدریک گرم و اسیدنیتریک - باآب تمیز می‌شود. Pb:۳۰٫۵۹٪ Sn:۲۳٫۳۶٪ Sb:۲۳٫۹۶٪ S:۲۲٫۰۹٪ برای اولین بار در بولیوی کشف شد و از نظر شکل بلور: مشخص نیست، رنگ: خاکستری سربی تیره، شفافیت: کدر(اپاک)، جلا: فلزی، سیستم تبلور: ارترومبیک و در رده‌بندی سولفور است و منشأ تشکیل آن هیدروترمال است.
همایند کانی‌شناسی (پارانژ) آن - جمسونیت- فرانکئیت- استانیت است
کاربرد آن: در گذشته به عنوان کانسار قلع مصرف می‌شده‌است.، از نظر ژیزمان تجمع استوانه‌ای در مقطع مایل - دایروی مانند یک لوله کاغذ کمیاب است و بیشتر در بولیوی و روسیه یافت می‌شود.